# Plectiscus exilis
Plectiscus exilis är en stekelart som först beskrevs av Holmgren 1858.  Plectiscus exilis ingår i släktet Plectiscus och familjen brokparasitsteklar. Inga underarter finns listade i Catalogue of Life.